# CS Lewis Square

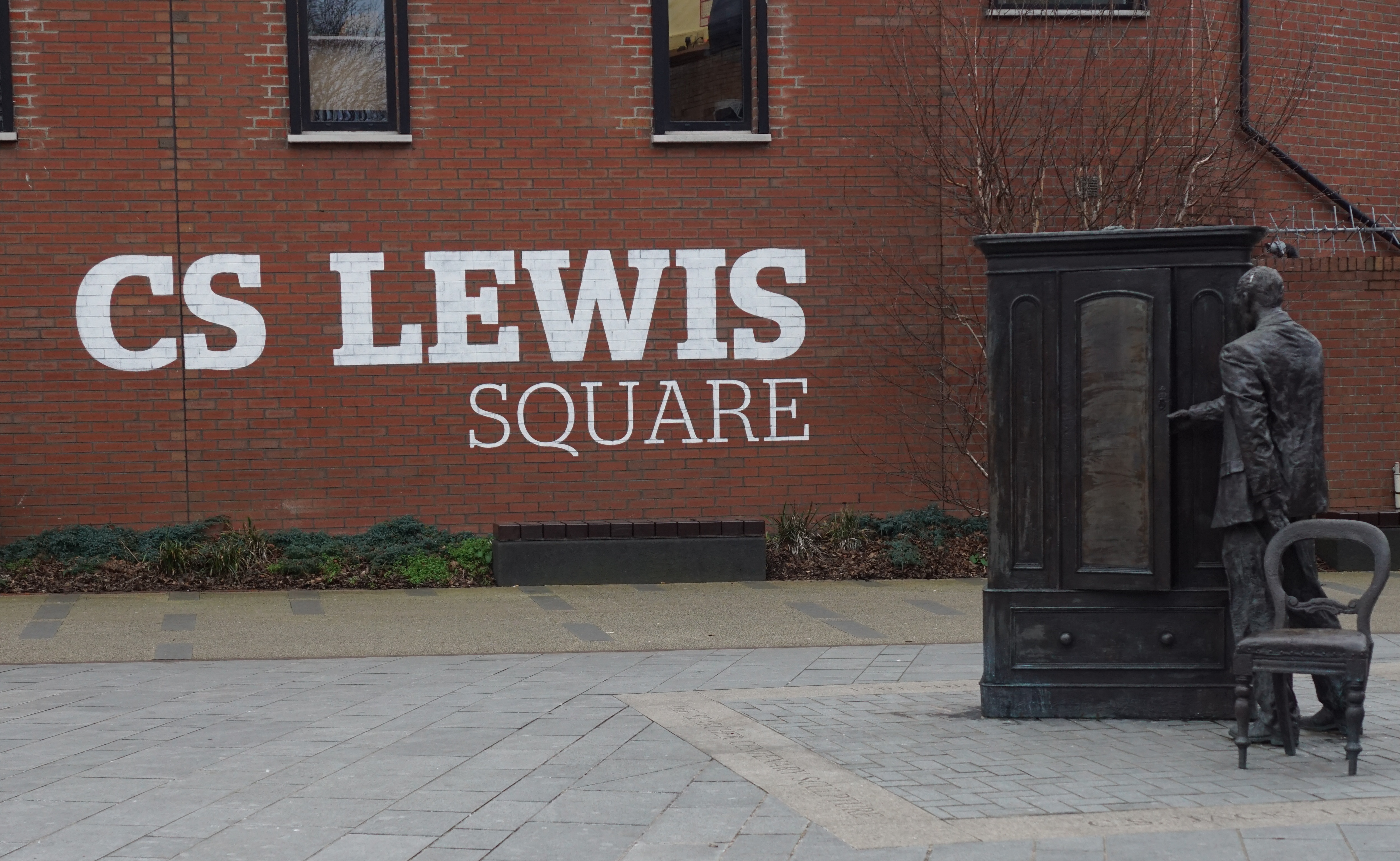
Het CS Lewis Square in Belfast met het beeld van The Searcher die de kleerkast instapt naar de wereld van Narnia.

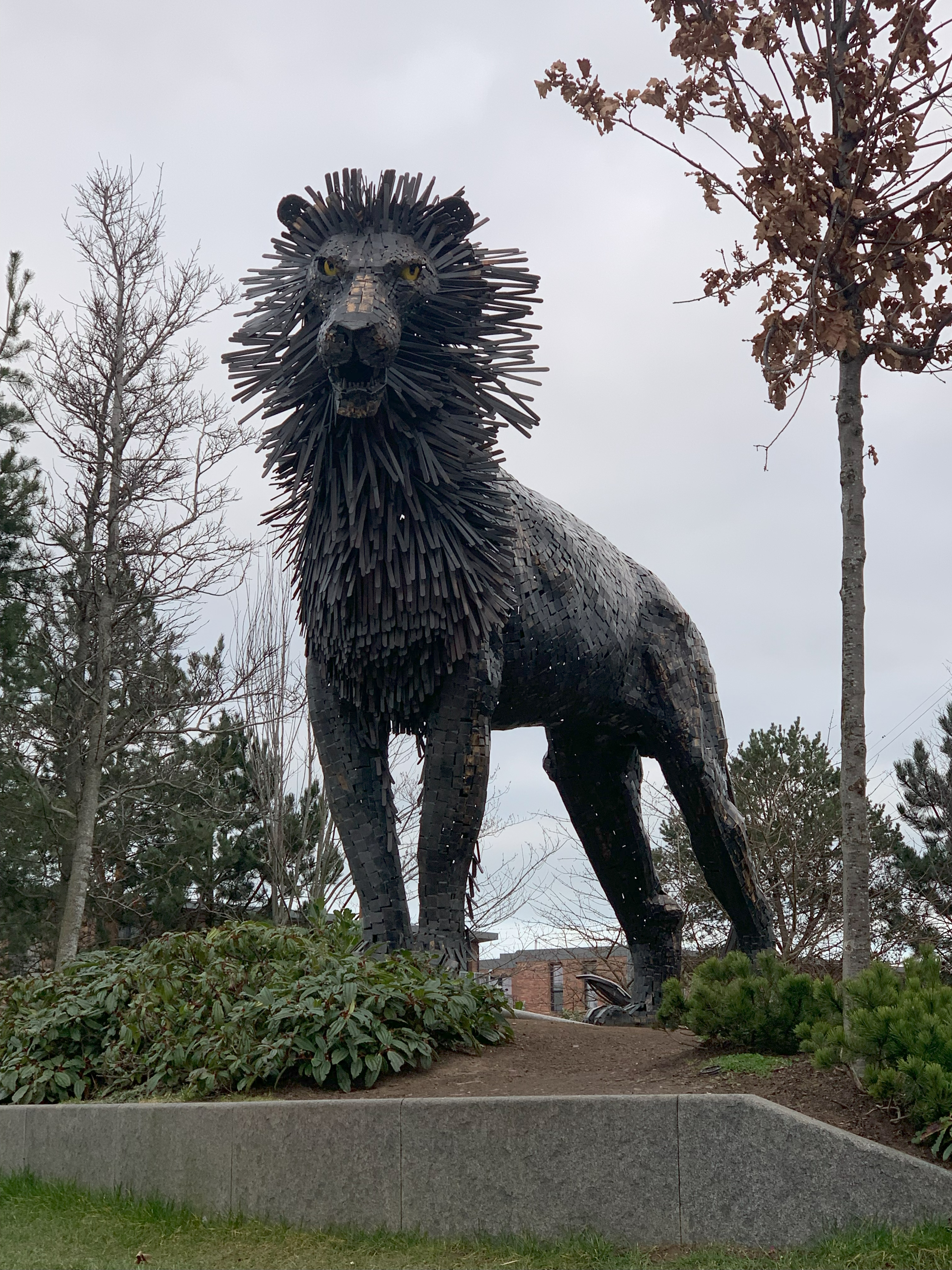
Het drie meter hoge beeld van de leeuw Aslan (Maurice Harron, 2016).

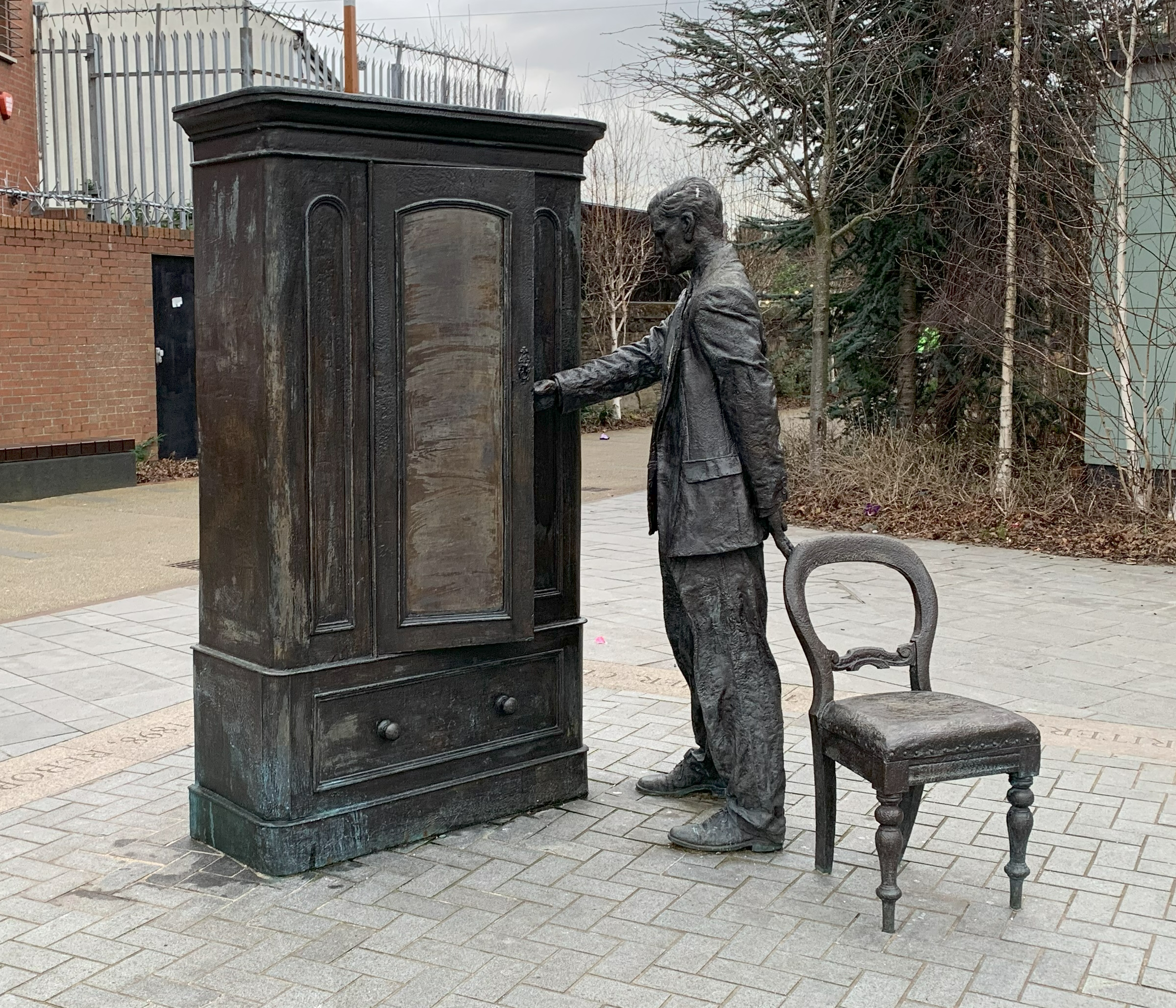
The Searcher (1998, door Ross Wilson).

Het CS Lewis Square is een plein en park in de EastSide van Belfast, Noord-Ierland, grenzend aan de Consswater Street aan de ene kant en aan Holywood Road aan de andere kant. Door het parkje stroomt het Conn's Water. Het plein is genoemd naar de in Belfast geboren schrijver C.S. Lewis, die onder andere De Kronieken van Narnia schreef. Op het plein en het aangrenzende parkje zijn acht beelden geplaatst van personages en plekken uit de Narnia-boeken. Op 22 november 2016 werd het plein met park geopend. Het plein werd aangelegd in het kader van het Connswater Greenway regeneration project van de Belfast City Council, waarin een aantal verwaarloosde delen van Belfast werd opgeknapt.

## De beelden

### The Searcher (1998)
Aan de zijde van Holyrood Road, de oostzijde van het park, staat het beeld van The Searcher (De Zoeker) (coördinaten: 54° 35′ 53″ NB, 5° 53′ 20″ WL), waarvan het begeleidende bordje stelt dat het Digory Kirke voorstelt, de verteller van het verhaal The Magician's Nephew, die in een kleerkast stapt op weg naar de wereld van Narnia. Het beeld werd in 1998 gemaakt door Ross Wilson, die de persoon beschreef als een gestileerde heroïsche voorstelling van C.S. Lewis als de gewone man die op zoek is naar Narnia.

### Beelden uit 2016
Aan de zijde van de Consswater Street, de westzijde van het park, bevindt zich een ronde open ruimte die dient als Event Space waar aan de zuidzijde zich het bezoekerscentrum van de EastSide (aan de Newtownards Road 402) bevindt. Bij deze Event Space staan de beelden van de roodborst Robin (die de kinderen als ze koud en eenzaam zijn leidt naar het huis van meneer en mevrouw Bever) en van de Stenen Tafel (coördinaten: 54° 35′ 54″ NB, 5° 53′ 28″ WL), die breekt als de leeuw Aslan herrijst na door de Witte Heks te zijn terechtgesteld. 
Het drie meter hoge beeld van de leeuw Aslan (coördinaten: 54° 35′ 55″ NB, 5° 53′ 25″ WL) torent uit boven de Event Space aan het begin van het groene park. In het parkje staan de beelden van meneer en mevrouw Bever, van de wolf Maugrim (het hoofd van de geheime politie), van de Witte Heks en van meneer Tumnus. Alle beelden behalve The Searcher zijn in opdracht van de Belfast City Council gemaakt door Maurice Harron.

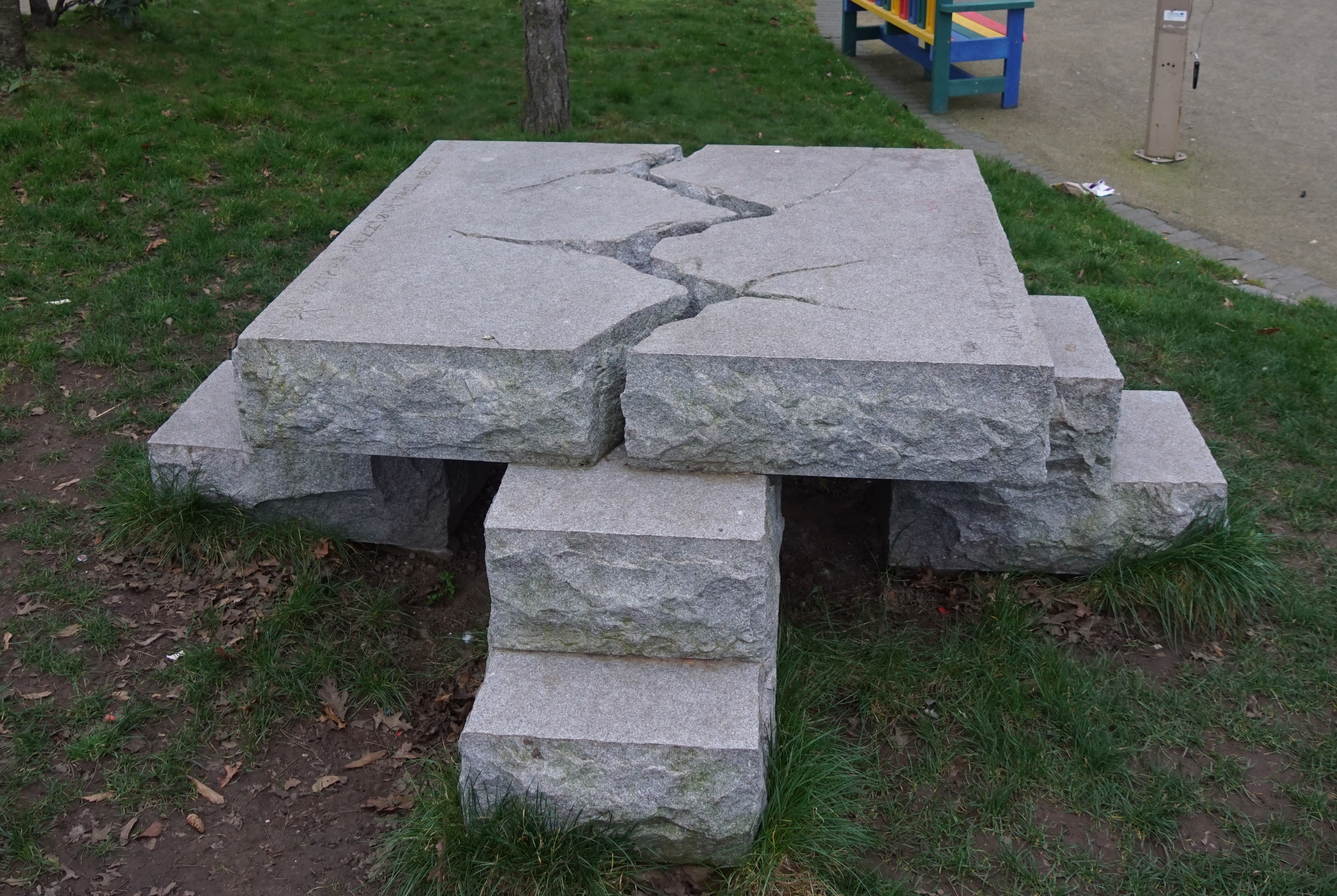
De in tweeën gespleten Stenen Tafel
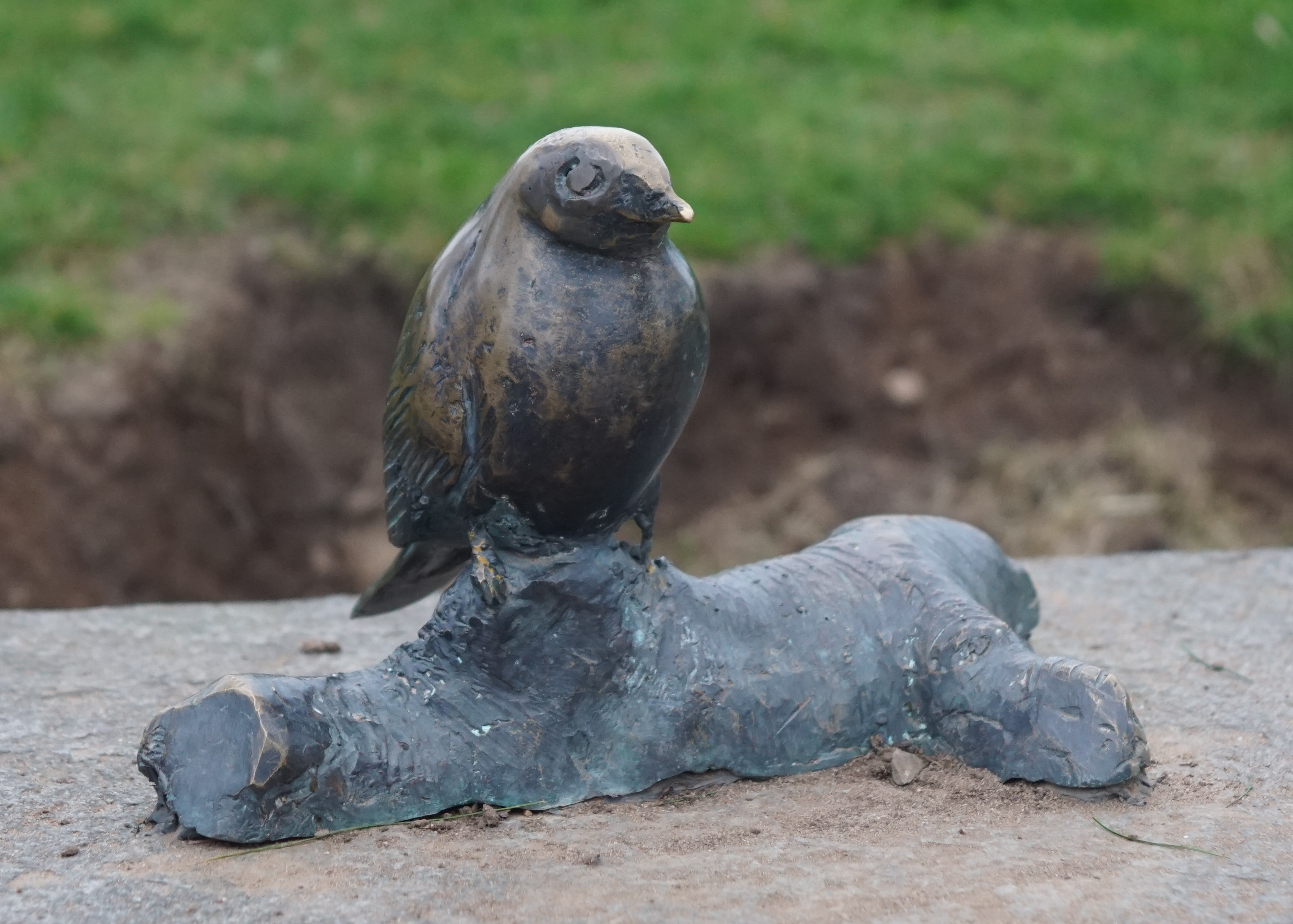
Robin het roodborstje
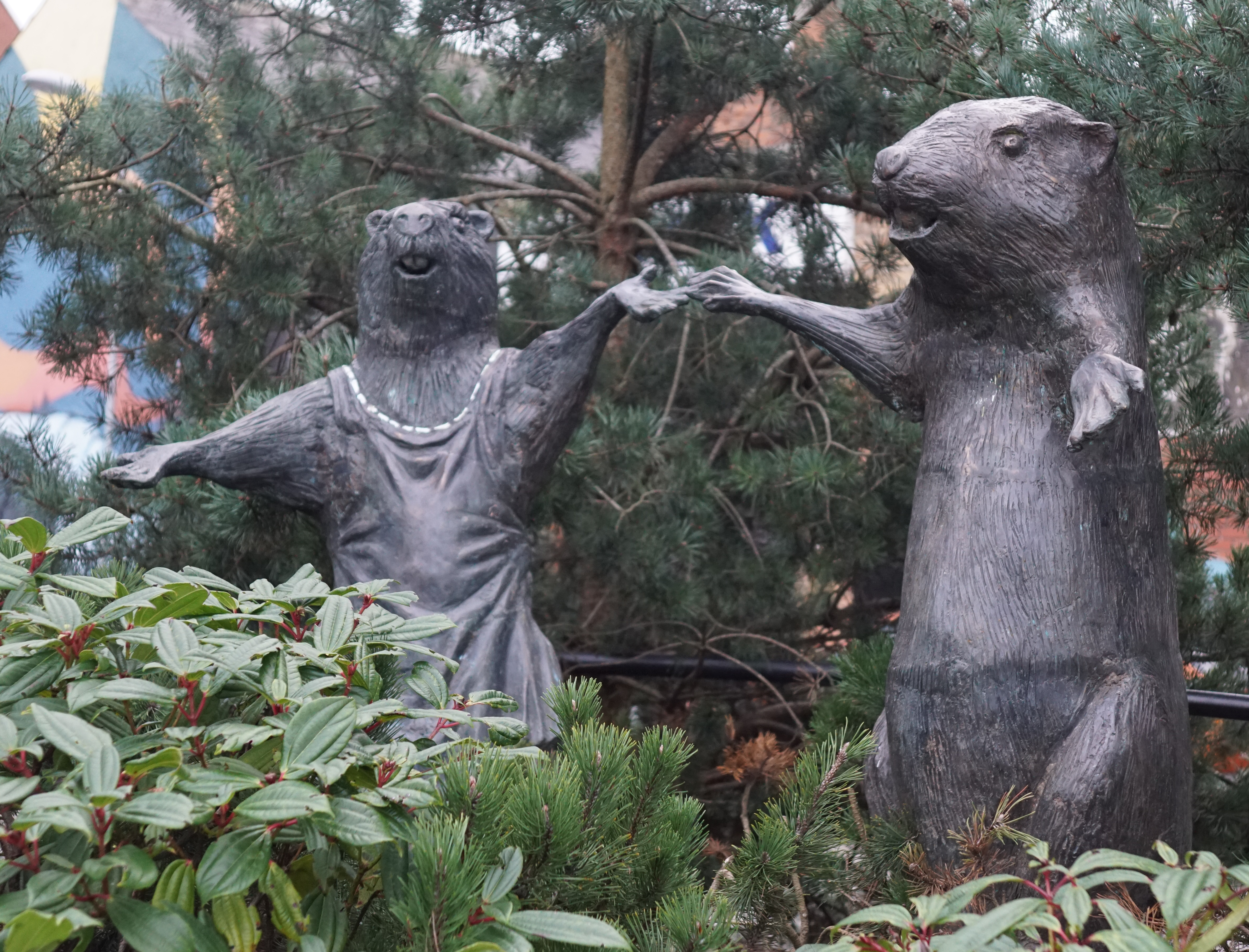
Meneer en mevrouw Bever
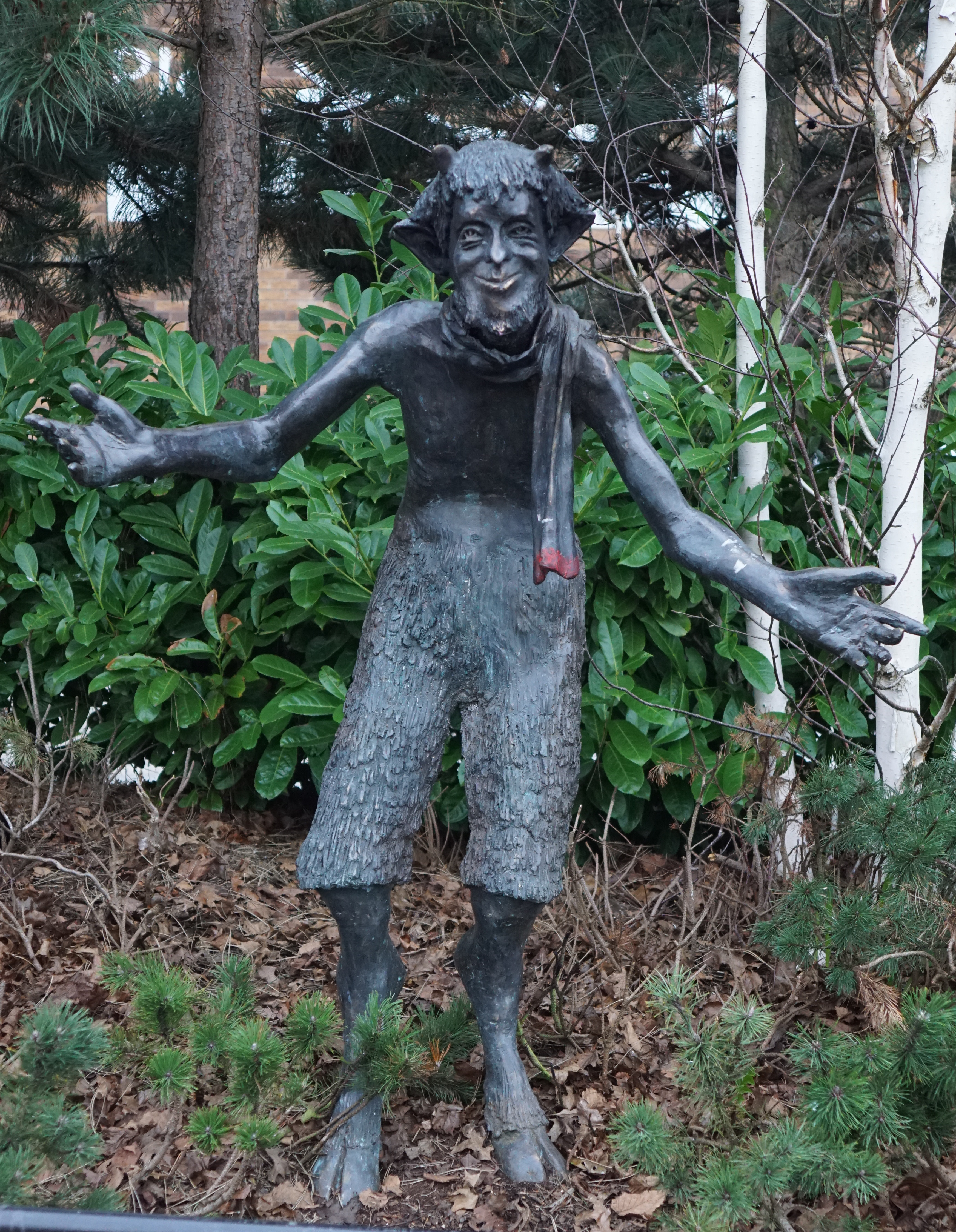
Meneer Tumnus
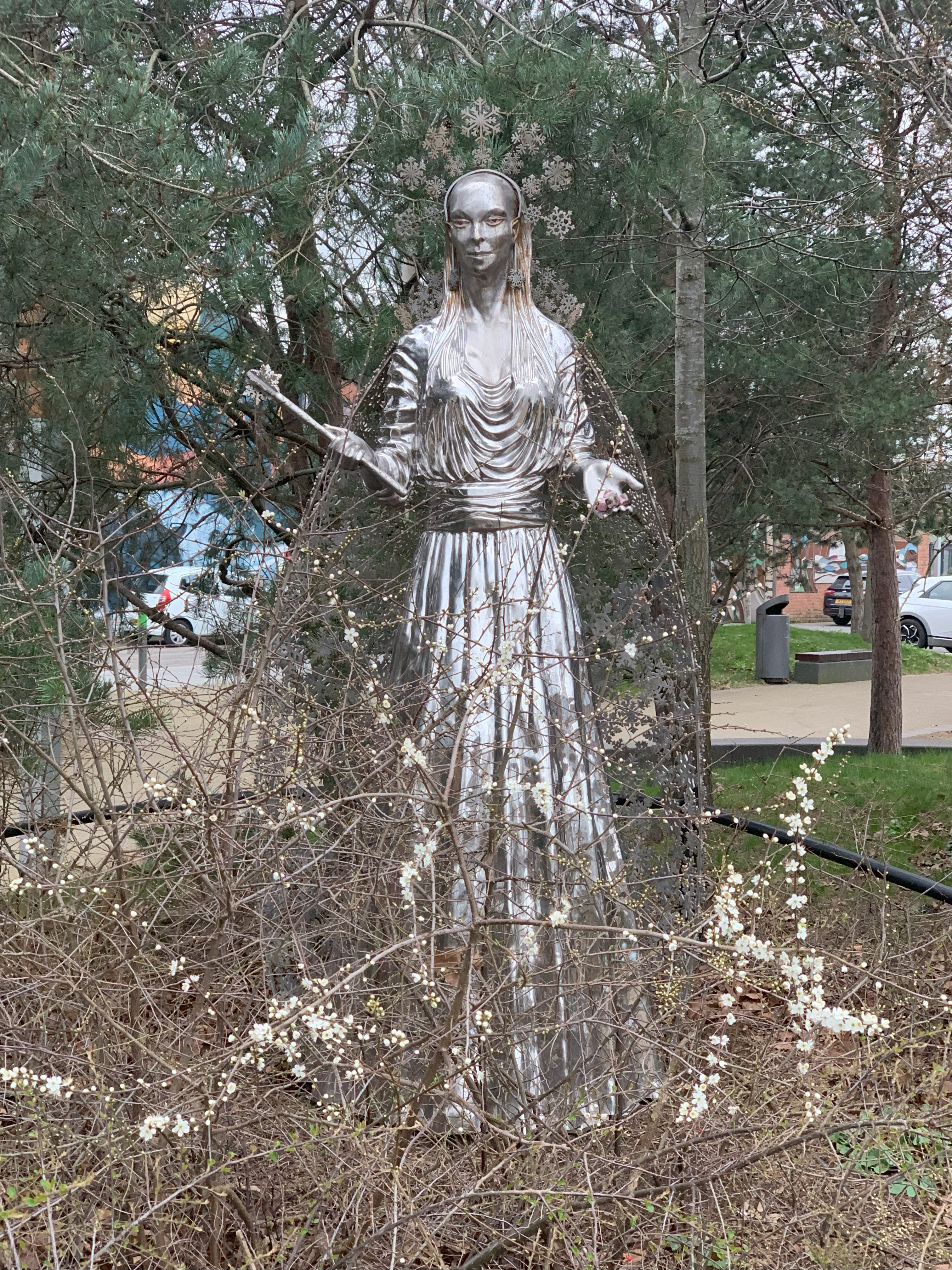
Witte Heks
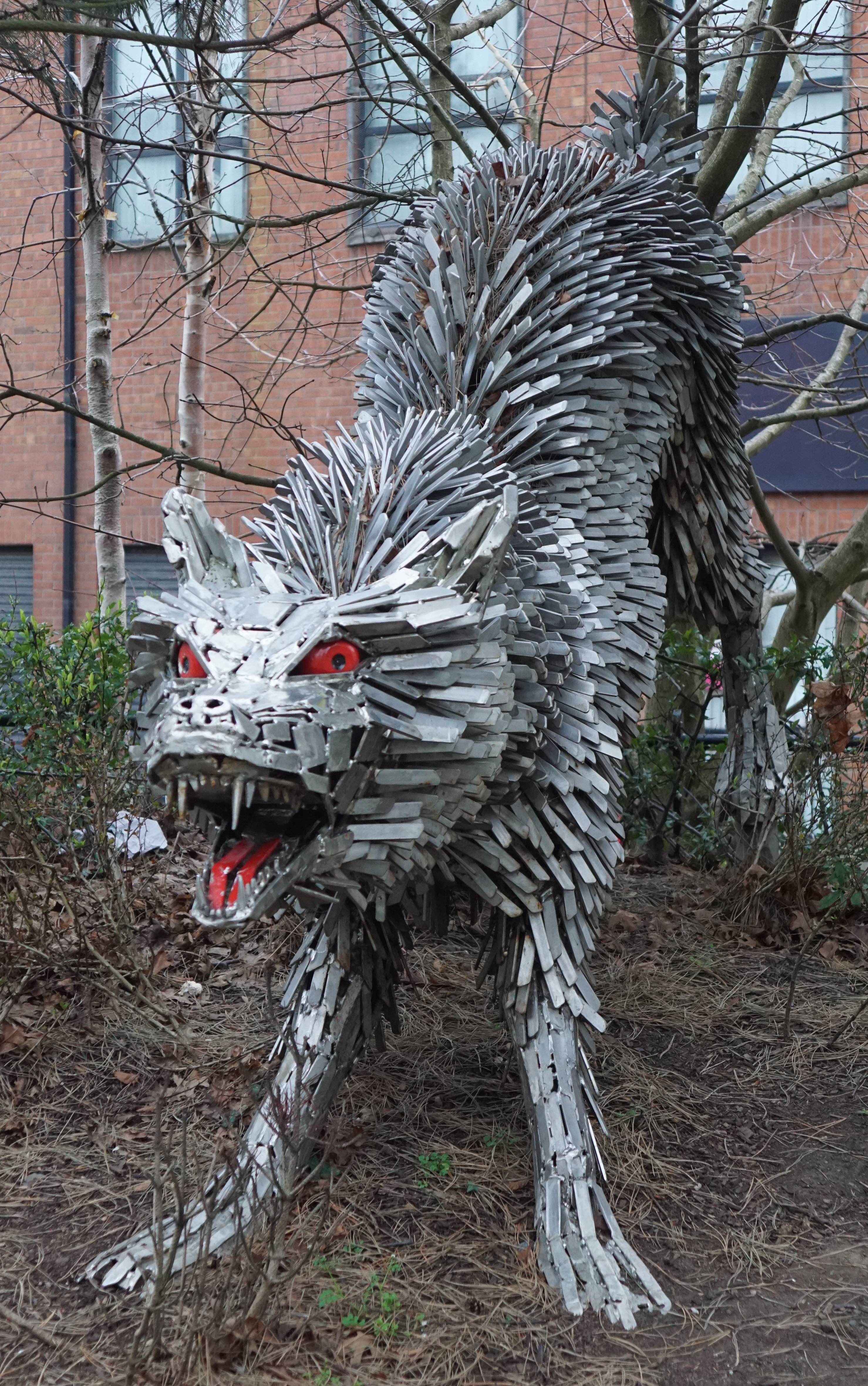
Maugrim de wolf